# Skordatura

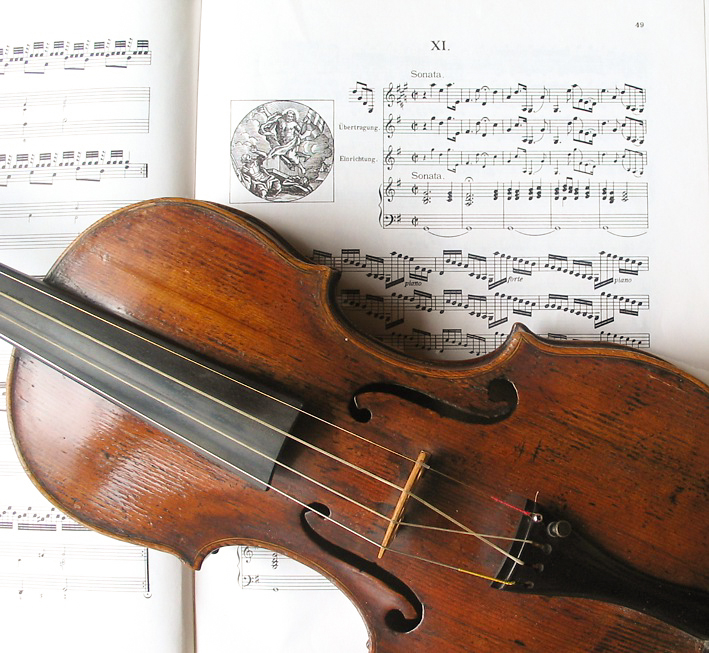
Violin redo för Rosenkranssonate n:o 11, med a-strängen och d-strängen korsade.

Skordatura eller Skordatur (it Omstämning eller misstämning) är ett sätt att stämma stränginstrument. Det gör att instrumentet kan spela fler toner och tonföljder som annars skulle bli omöjliga att spela. För att stämma om instrumentet så ändrar man strängarna och resonanssträngarna. 
Skordatura förekommer i många europeiska traditioner, som svensk folkmusik och klassisk musik, men även i  heavy metal och blues. Marco Uccellini (1603 eller 1610 - 10 december 1680) var en tidig kompositör som använde tekniken och lät publicera den. Han tillskrivs även sjätte positionen för vänsterhand. 

## Exempel
Mysteriensonaten av Heinrich Ignaz Franz Biber är tidiga och väl kända. 
Igor Stravinskijs eldfågeln mycket omtyckt.
Sinfonia Concertante av Mozart kan spelas som D♭, A♭, E♭, B♭.
Camille Saint-Saëns, där solo violin i Danse Macabre, har E-sträng stämd i E♭.